# Isbas de la villa de Beauséjour
Les isbas de la villa de Beauséjour sont un ensemble de quatre pavillons situés villa de Beauséjour dans le 16e arrondissement de Paris en France inscrit monument historique en 1992.

## Historique
Les isbas sont issues du pavillon russe de l'exposition universelle de 1867.
Une des datchas a été construite par des charpentiers russes à Saint-Pétersbourg, apportée en pièces détachées pour l’exposition et remontée une nouvelle fois en 1872 dans la villa de Beauséjour. Les trois autres sont des pavillons de briques et de pierre revêtus de bois récupérés dans les bâtiments de l'exposition. Ces pavillons ont été conçus par l'architecte Alphonse Lasnier, propriétaire du terrain.
Cet ensemble fut vendu en 1881 à la veuve d'Isaac Pereire. En effet, il était plus rentable pour les nations exposantes de vendre leurs pavillons plutôt que de les ramener dans leur pays, où c'était un bâtiment commun.